# Carabietta
Carabietta (tot 1959 officieel Carabbietta genoemd) is een plaats en voormalige gemeente in het Zwitserse kanton Ticino en maakt deel uit van het district Lugano.
Carabietta telt 123 inwoners.
De plaats maakt sinds 1 januari 2012 deel uit van de gemeente Collina d'Oro.